# Epitrix papa
Epitrix papa is een keversoort uit de familie bladkevers (Chrysomelidae). De wetenschappelijke naam van de soort werd in 2015 gepubliceerd door Marina J. Orlova-Bienkowskaja.
De soort is in 2004 als plaaginsect op aardappel opgedoken in het noorden van Portugal en Spanje. Onbekend is echter wat het oorspronkelijke verspreidingsgebied van de soort is. Aanvankelijk werd gedacht dat het zou gaan om Epitrix similaris. Bij nadere studie bleek het om echter om een nog onbekende soort te gaan.